# S×W EP
『S×W EP』（ソウルワールド・イーピー）は、春奈るなの2枚目のミニアルバム。2017年2月21日にSME Recordsから発売された。

## 概要
全曲がコラボレーション曲からなるコラボレーション・ミニアルバム『S×W EP』が発売となった。
アルバムのリード曲は、PS4/PS Vita『アクセル・ワールド VS ソードアート・オンライン 千年の黄昏』の主題歌となっている「S×W -soul world- (ソウルワールド)」で，KOTOKOとのコラボレーション曲である。
その曲のほか、それぞれ，戸松遥、真山りか、AKIRA、三澤紗千香とのコラボレーション曲である、『全力☆I･N･G』、『PURPLE LOVE』、『禁忌の暁星』、『七色の未来』の全5曲が収録されている
。

## リリース
発売形態は、初回生産限定盤（CD+DVD）、通常盤の2形態である。
初回生産限定盤には、20ページのフォトブックと、そのフォトブックのメイキング映像、「アクセル・ワールド VS ソードアート・オンライン 千年の黄昏」ノンクレジットオープニング映像が収録されたDVDが付いている。

## 収録曲

### CD
Disc 1 [CD]
1. S×W -soul world- / KOTOKO × LUNA [4:02]
  - 作詞：KOTOKO　作曲：小川智之　編曲：森 空青
  - PS4/PS Vita『アクセル・ワールド VS ソードアート・オンライン 千年の黄昏』主題歌
2. 全力☆I･N･G!! / ハルカトハルナ [Starring 戸松 遥] [3:45]
  - 作詞 : UiNA・白鷺雪兎　作曲・編曲：奈須野新平・福田淳平
3. PURPLE LOVE / りかるな [Starring 真山りか] [3:45]
  - 作詞：大塚利恵　作曲・編曲：津波幸平
4. 禁忌の暁星 / AKIRA ＋ るな  feat. マチゲリータ [3:52]
  - 作詞・作曲・編曲：マチゲリータ
5. 七色の未来 / 三澤紗千香 & 春奈るな [4:38]
  - 作詞・作曲・編曲： VaChee・Ryo Yamazaki

### DVD（初回生産限定盤）
1. The Making of "S×W EP" Photo Book
2. 「アクセル・ワールド VS ソードアート・オンライン 千年の黄昏」ノンクレジットオープニング映像

### フォトブック（初回生産限定盤）
- 20ページのフォトブック